# Basento
Il Basento (Vasèndë in lucano,  Casuentus in lingua latina) è con 149 km di corso, il fiume più lungo della Basilicata, e il più lungo fra i fiumi italiani che sfociano nel Mar Ionio. La sua estensione di bacino idrografico è di 1.537 km².

## Corso del fiume
La sua sorgente è situata sul Monte Arioso (1.722 m) nell'Appennino lucano settentrionale. Bagna quasi subito la zona sud della città di Potenza, attraversandone anche l'omonima provincia per entrare poi in provincia di Matera.
Importante affluente di destra del Basento è il torrente Camastra, sbarrato da una diga alta 54 metri e con una capacità di circa 32 milioni di m³, le cui acque vengono utilizzate dalla città di Potenza.
Qui scorre nel suo tratto principale dove sorge l'area industriale della Val Basento tra i comuni di Pisticci, Ferrandina e Salandra.
Sfocia nel Mar Ionio nei pressi di Metaponto.

## Regime
Il fiume ha regime esclusivamente pluviale con piene imponenti in autunno e in inverno e magre accentuatissime in estate. La sua portata media alla foce è di 12,2 m³/s.
Lungo il suo corso il Basento è sbarrato dalla Traversa di Trivigno (1996), che convoglia una parte delle acque verso gli invasi di Acerenza e Genzano.
Nel 2024, la concomitanza di alcune situazioni, tra cui la ridottissima presenza di precipitazioni unita a guasti alla condotta e scarsa manutenzione degli impianti di Acquedotto Lucano, causa una grave crisi idrica che si riflette nello svuotamento dell'invaso di Camastra (il quale da approvvigionamento idrico a circa 140 mila persone nella città di Potenza e 28 comuni del suo hinterland). Per rientrare da questa emergenza, la Regione Basilicata ha disposto il temporaneo prelievo e utilizzo delle acque del fiume Basento, deviate nella Diga di Camastra all'altezza di Castelmezzano.

## Fauna
Nelle acque del fiume sono presenti le specie autoctone barbo tiberino, cavedano italico, tinca, anguilla, alborella meridionale; le specie alloctone barbo europeo, carpa, carassio, pseudorasbora, rutilo, persico trota; transfaunate dal distretto padano-veneto sono invece le specie luccio italico, persico reale; di origine incerta sono il cobite italiano, la rovella e la scardola. Presente anche il granchio di fiume autoctono e il gambero della Louisiana, alloctono. Alla foce sono presenti anche cefalo e spigola. Presente anche la trota fario d'immissione.

## Ambiente

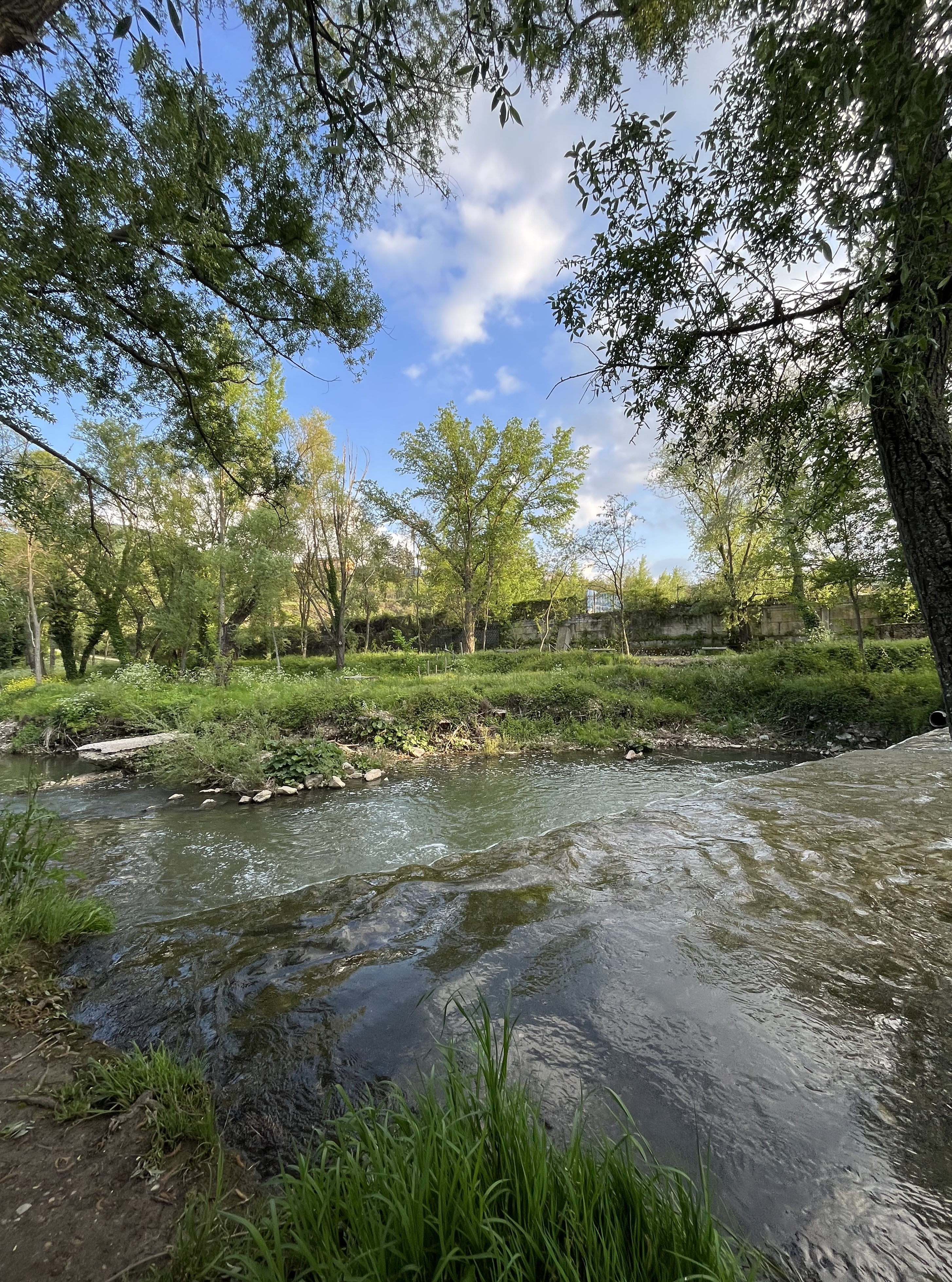
Parco Fluviale del Basento (Potenza)

Il fiume presenta dei problemi relativi all'impatto antropico. In particolare è presente l'inquinamento da parte dei depuratori malfunzionanti o dalla mancanza degli stessi oltreché da scarichi abusivi almeno nei pressi dell'abitato di Potenza dove la fauna ittica risulta pressoché inesistente.
Ulteriori limitazioni alla libera distribuzione dell’ittiofauna sono la presenza di manufatti in cemento posti trasversalmente al corso d’acqua (pennelli) e le traverse per uso irriguo presenti sull’asta principale.
Riguardo al fiume Basento c’è ancora da evidenziare come la presenza di ostacoli artificiali (salti, dighe e traverse) impediscano la risalita dei pesci i quali in molti casi sono costretti ad ammassarsi al di sotto di tali ostacoli senza riuscire a raggiungere le zone di riproduzione.
È questo il caso in particolare del cavedano e della trota; il cavedano in particolare, raggiunta la traversa di Trivigno, non riesce a superare lo sbarramento e resta in gran numero in questa zona compromettendone la riproduzione e la colonizzazione dei tratti a monte.
Ulteriore problema è l'introduzione di specie alloctone compresa l'alborella settentrionale e la pseudorasbora molto probabilmente responsabili della diminuzione dell'alborella appenninica una volta molto abbondante.
Come per altri corsi d'acqua rilevante la presenza del bracconaggio e i prelievi idrici.

## Ponti sul Basento
All'altezza di Potenza si trova il ponte sul Basento, progettato da Sergio Musmeci a partire dal 1967 e realizzato tra il 1971 e il 1976. A pochi passi si trova un altro ponte, detto ponte di San Vito o ponte Romano.

## Eventi
- Fuochi sul Basento: evento con partecipazione di persone provenienti da tutto il paese, è un festival di arte pirotecnica.[7][8][9]

## Nella cultura di massa

### Letteratura
- I fuochi del Basento - Raffaele Nigro